# Brickellia
Brickellia es un género de unas 100 especies de plantas de flores perteneciente a la familia Asteraceae. Se encuentran a través de Norteamérica, con muchas especies en el sur, especialmente Tejas. La mayoría son arbustos perennes, otras especies son muy parecidas a los cardos, que son de la misma familia. Algunas especies tienen y agradable aroma y otras son pestilentes. 

## Descripción
Son hierbas perennes, raramente anuales o arbustos; tallos frágiles, simples o divaricadamente ramificados. Hojas opuestas o alternas, márgenes enteros a dentados o raramente lobulados; sésiles a pecioladas. Capitulescencias solitarias a numerosas en panículas cimosas; capítulos discoides; involucros cilíndricos; filarias en 4–8 series, fuerte y gradualmente imbricadas, ovadas a linear-lanceoladas, las más internas generalmente algo escariosas y claramente acostilladas; receptáculos planos a convexos, epaleáceos, glabros a pilosos; flósculos pocos a numerosos, perfectos, las corolas tubulares, sin tubo bien definido, los lobos muy cortos; estilo rígido con un nódulo abultado, pubescente, ramas del estilo lisas, ensanchadas en el ápice. Aquenios columnares, pubescentes, mayormente 8–10-acostillados; vilano de 30–50 cerdas libres, retrobarbadas o plumosas, tan largas como la corola.

## Taxonomía
El género fue descrito por Stephen Elliott y publicado en A Sketch of the Botany of South-Carolina and Georgia 2(3): 290. 1824[1823]. La especie tipo es: Brickellia cordifolia Elliott. 
Etimología
Brickellia: nombre genérico otorgado en honor del médico y naturalista estadounidense John Brickell (1749-1809).

## Especies
| - Brickellia adenolepis - Brickellia ambigens - Brickellia amplexicaulis - Brickellia aramberrana - Brickellia arguta - Brickellia argyrolepis - Brickellia atractyloides - Brickellia baccharidea - Brickellia betonicifolia - Brickellia botterii - Brickellia brachyphylla - Brickellia brandegei - Brickellia californica - Brickellia cardiophylla - Brickellia cavanillesii - Brickellia chenopodina - Brickellia chlorolepis - Brickellia coixtlahuaca - Brickellia conduplicata - Brickellia cordifolia - Brickellia corymbosa - Brickellia coulteri - Brickellia cuspidata - Brickellia cylindracea - Brickellia dentata - Brickellia desertorum - Brickellia diffusa - Brickellia eupatorioides - Brickellia extranea - Brickellia filipes - Brickellia floribunda - Brickellia frutescens - Brickellia gentryi - Brickellia glabrata - Brickellia glandulosa - Brickellia glomerata - Brickellia glutinosa - Brickellia grandiflora - Brickellia greenei - Brickellia hastata - Brickellia hebecarpa - Brickellia hinckleyi | - Brickellia huahuapana - Brickellia hymenochlaena - Brickellia incana - Brickellia jaliscensis - Brickellia jimenezii - Brickellia kellermanii - Brickellia knappiana - Brickellia laccata - Brickellia laciniata - Brickellia lanata - Brickellia lancifolia - Brickellia laxiflora - Brickellia lemmonii - Brickellia leonensis - Brickellia leptophylla - Brickellia lewisii - Brickellia longifolia - Brickellia macromera - Brickellia magnifica - Brickellia mcdonaldii - Brickellia megaphylla - Brickellia microphylla - Brickellia monocephala - Brickellia mosieri - Brickellia multiflora - Brickellia nelsonii - Brickellia nevinii - Brickellia nutanticeps - Brickellia oblongifolia - Brickellia odontophylla - Brickellia oligadena - Brickellia oliganthes - Brickellia oreithales - Brickellia orizabaensis - Brickellia palmeri - Brickellia paniculata - Brickellia parryi - Brickellia parvula | - Brickellia paucidentata - Brickellia pavonii - Brickellia pendula - Brickellia peninsularis - Brickellia pringlei - Brickellia problematica - Brickellia reticulata - Brickellia rhomboidea - Brickellia robinsoniana - Brickellia rusbyi - Brickellia scabra - Brickellia schaffneri - Brickellia scoparia - Brickellia secundiflora - Brickellia seemannii - Brickellia simplex - Brickellia sonorana - Brickellia spinulosa - Brickellia stolonifera - Brickellia subsessilis - Brickellia subuligera - Brickellia tomentella - Brickellia urolepis - Brickellia venosa - Brickellia verbenacea - Brickellia vernicosa - Brickellia veronicifolia - Brickellia viejensis - Brickellia villarealii - Brickellia vollmeri - Brickellia watsonii - Brickellia wendtii - Brickellia wislizeni - Brickellia worthingtonii |